# خيانة ماك ألبين
خيانة ماك ألبين (بالإنجليزية: MacAlpin's treason)‏ هي حكاية تاريخية خرافية من القرون الوسطى تُبيِّن كيف استُبدِلت اللغة البيكتيَّة [الإنجليزية] باللغة الغيلية في القرنين التاسع والعاشر. تروي الليجندة مقتل نُبلاءَ بكتيفيا (الواقعة في إسكتلندا الحديثة). ربما كانت والدة كينيث ماك ألبين مُتحدِّرة من أصل بيت فورتريو الملكي. كان عمه الأكبر «ألبين» قد حكم البيكتيين حتى خلعه أويغوس الأول [الإنجليزية] في 728. وبالنظر لُمجتمع البكتيين الذي كان أُموميَّا، فقد كان كينيث أحد النبلاء العديدين الذين كانوا يُطالبون بُحكم البيكتيين والاسكتلنديين.